# Tatort: Borowski und das hungrige Herz
Borowski und das hungrige Herz ist ein Fernsehfilm aus der Krimireihe Tatort. Der vom NDR produzierte Beitrag ist die 1289. Tatort-Episode und wurde am 12. Januar 2025 im SRF, im ORF und im Ersten ausgestrahlt. Der Kieler Hauptkommissar Klaus Borowski ermittelt in seinem 43. Fall, seine Kollegin Sahin in ihrem zwölften Fall.

## Handlung
Andrea Gonzor wird erschossen auf ihrem Bett aufgefunden. Borowski und Sahin ermitteln, dass Gonzor anscheinend am Vorabend zu einer Gangbang-Party eingeladen hatte. Andreas Freundin Nele Krüger war dabei anwesend, gibt dies aber gegenüber Borowski nicht zu. Nele hat auch Jan Lottmann, Andreas ehemaligen Freund, hereingelassen, den Andrea aufgefordert hat, seine Sachen abzuholen.
Andrea hatte Nele eine geladene Pistole mit Schalldämpfer gezeigt, die sie ihrem Vater entwendet hat. Nach Andreas Tod führt Nele diese Pistole mit sich.
Borowski fängt Nele nach deren Besuch einer Selbsthilfegruppe für Sexsüchtige ab und befragt sie. Dabei erfährt sie Borowskis Privatadresse. Nele Krüger sucht ihn am Abend auf und belästigt ihn mit Anrufen. Als sie ihm das Bild der Pistole aufs Handy schickt, sucht Borowski sie auf. Sie bedroht Borowski, Sahin kann sie entwaffnen.
Die Aufzeichnungen einer Überwachungskamera weisen auf Barbara Döring, die Nachbarin von Andrea Gonzor, hin. Nachdem auch ihr Mann bei Gonzor gewesen ist, hat sie ihre Nachbarin aufgesucht, um sie zur Rede zu stellen. Gonzor scheint angetrunken und gewillt zu sein, Suizid zu begehen. Beim Versuch, das zu verhindern, hat sich der tödliche Schuss gelöst. Nach der Schilderung der Todesumstände Gonzors, bei der auch ihr Mann zugegen ist, zieht Barbara Döring ihren Ehering vom Finger und legt ihn vor Borowski auf den Tisch. Danach lässt sie sich zum Polizeiwagen führen. Ihr Mann kommt ihr nach und umarmt sie, nach einem Moment des Zögerns umarmt auch sie ihn.

## Hintergrund
Der Film wurde vom 21. September 2021 bis zum 20. Oktober 2021 in Kiel, Bad Oldesloe und Hamburg gedreht. Die Premiere erfolgte am 1. Oktober 2022 auf dem Filmfest Hamburg. Drei danach produzierte Folgen aus Kiel wurden vor Borowski und das hungrige Herz ausgestrahlt. Der F.A.Z.-Kritiker Tilman Spreckelsen findet das „schade, etwa für Laura Balzer, die einen fabelhaften Auftritt hat, für den sie schon früher hätte gefeiert werden sollen.“

## Rezeption

### Kritiken
„So viele Unterabteilungen des Oberthemas Sex werden angetippt, dass dem Film insgesamt die Tiefe fehlt. Zu viele Personen, zu wenig Charakterisierung, zu viele Abgründe, die nur Behauptung bleiben.“

„Drehbuchautorin Katrin Bühlig findet starke Dialoge, die bei aller Ernsthaftigkeit auch nicht mit Humor geizen. Dabei werden Dinge ausgesprochen, die insbesondere die Verlogenheit unserer Gesellschaft im Zusammenhang mit dem Tabuthema weiblicher Promiskuität illustrieren. ‚Männer‘, so bringt es Nele auf den Punkt, ‚die viel Sex haben, sind echte Kerle – aber Frauen sind immer noch Schlampen.‘“

„Mit Borowskis Frage ‚Geht es Ihnen gut‘ kann Nele ersichtlich nichts anfangen, und als sie den Werdegang ihrer Freundin, die sie in der Selbsthilfegruppe der ‚Liebes- und Sexabhängigen‘ kennenlernte, für Borowski rekapituliert, sagt sie: ‚Perfekt können wir nicht.‘ Das gilt, gerade in der Liebe, für alle Protagonisten dieser Folge. Mit Sex hat das nicht notwendig zu tun, höchstens insofern, als seine Abwesenheit bei einigen der Menschen, mit denen Borowski und Sahin hier zu tun haben, zu derselben tiefen Traurigkeit führen kann wie jene, die Andrea und ihre Besucher so entschlossen übertünchen.“

### Einschaltquoten
Die Erstausstrahlung von Borowski und das hungrige Herz am 12. Januar 2025 wurde in Deutschland von 8,64 Millionen Zuschauern gesehen und erreichte einen Marktanteil von 31,0 % für Das Erste.